# واژینکتومی
واژینِکتومی یا زِهراه‌برداری (به انگلیسی: Vaginectomy) روش جراحی جهت برداشتن همه یا بخشی از مهبل می‌باشد. این روش به‌طور معمول جهت درمان سرطان واژن بکار گرفته می‌شود.
واژینکتومی همچنین به عنوان بخشی از بعضی انواع عمل جراحی تغییر جنسیت زن به مرد انجام می‌شود.
واژینکتومی کلی، برای بیماری‌های بدخیم مهبل مناسب نشان داده شده‌است. در این روش در ترکیب با هیسترکتومی شکمی یا هیسترکتومی رادیکال مورد نیاز می‌باشد.